# Lie Zi
El Lie Zi (Xinès: 列子; Pinyin: liè zĭ; Wade-Giles: Lieh Tzu) és una de les tres obres fonamentals del taoisme filosòfic, juntament amb les més conegudes de Laozi i Zhuangzi. És atribuït a Lie Yukou (Liezi), a qui es considera un personatge llegendari.

## Plantejament
El text va ser inscrit en la llibreria imperial amb el nom de Tractat de la Perfecta Vacuïtat. Generalment és considerada la més pràctica de les obres taoistes principals, davant del Daodejing, més filosòfic, o el Llibre de Zhuangzi, més poètic.
En el capítol primer del llibre II es descriu un regne mític en què «no hi ha caps i tot funciona per si mateix, el poble manca de desitjos, i tot es desenvolupa de manera natural». Sun Yat-sen, un revolucionari xinès del segle xx, va considerar aquest llibre com a precursor de l'anarquisme. En els seus Tres Principis del Poble va escriure: «el regne de Huaxushi, del que Lie Zi diu que els seus habitants no tenen ni cap ni llei, és l'estat de naturalesa pura, per ventura no és això anarquisme?».

## Història textual
Les dues primeres referències al Lie Zi són de l'antiga dinastia Han. L'editor Liu Xiang assenyala que va eliminar les repeticions en el Lie Zi i ho va reorganitzar en vuit capítols (pian 篇). La secció de bibliografia del Llibre de Han (藝文志) diu que té vuit capítols (篇) i conclou que atès que el Zhuangzi cita a Lie Zi, aquest ha d'haver viscut abans que Zhuangzi. Hi ha una bretxa històrica de tres segles fins a la següent evidència del Lie Zi: el comentari de la dinastia Jin fet per Zhang Zhan 張湛 (aproximadament el 370 CE). El prefaci de Zhang afirma que el seu avi li va transmetre una còpia del Lie Zi. Tots els textos del Lie Zi rebuts es deriven de la versió de Zhang, que es divideix en vuit capítols (juan 巻).
Durant el regnat de l'emperador Xuanzong de Tang, el Lie Zi va ser designat un clàssic taoista, completant la trilogia amb els més famosos Daodejing i Zhuangzi, i va rebre el títol honorífic de Chongxu zhenjing (沖虛 真經; és a dir, "Clàssic del Buit Perfecte"). Aquesta "Simplicitat i Vacuïtat" és la traducció de Wing-tsit Chan; chongxu (literalment "modest") generalment significa "elevar-se en altura, elevar-se amunt, despreocupat, sense càrrega d'ambició". Durant el regnat de l'emperador Zhenzong de Song, el Lie Zi va ser honrat com el Chongxu zhide zhenjing (沖虛 至德 ," Veritable clàssic de la simplicitat i la vacuïtat i la virtut perfecta ").

## Contingut
Els vuit capítols del Lie Zi es mostren a continuació:
- 1 天瑞 Tian Rui. Regals del cel
- 2 黃帝 Huang Di. L'Emperador Groc
- 3 周 穆王 Zhou Mu Wang. El Rei Wu de Zhou
- 4 仲尼 Zhong Ni. Confuci
- 5 汤 问 Tang Wen. Les preguntes de Tang
- 6 力 命 Li Ming. Esforç i Destinació
- 7 楊朱 Yang Zhu. Yang Zhu
- 8 說 符 Shuo Fu. Explicant conjuncions

La majoria dels capítols del Lie Zi porten el nom de personatges famosos de la mitologia i la història de la Xina. Governants savis com l'Emperador Groc (suposadament del 2698 al 2599 aC), el Rei Tang de Shang (1617 -1588 aC) i el Rei Wu de Zhou (1023 -983 aC); o filòsofs com Confuci (551-479 a. EC) i Yang Zhu (aproximadament 350 dC).
El Lie Zi generalment és considerat com el més pràctic de les principals obres taoistes, en comparació amb la narrativa poètica del Laozi i les escriptures filosòfiques del Zhuangzi. Encara que el Lie Zi no ha estat àmpliament publicat a Occident, alguns passatges són ben coneguts. Per exemple, Gengsangzi dona aquesta descripció de l'experiència taoista pura:
 "El meu cos està d'acord amb la meva ment, la meva ment amb les meves energies, les meves energies amb el meu esperit, el meu esperit amb el no-res. Sempre que el més mínim que existeix o el so més lleu m'afecta, ja sigui que estigui molt lluny, més enllà de les vuit fronteres, o a l'abast de la mà entre les meves celles i pestanyes, estic obligat a saber-ho. No obstant això, no sé si ho vaig percebre amb els set forats en el meu cap i les meves quatre extremitats, o si ho sabia a través del meu cor, el meu ventre i els meus òrgans interns. És simplement autoconeixement."
Es compara l'aforisme del Zhuangzi: "L'Home Perfecte usa la seva ment com un mirall: no cerca res, no acull res, respon però no emmagatzema, per tant pot vèncer les coses i no prendre mal".

## Autenticitat
Els erudits estudiosos del Lie Zi han reconegut des de fa temps que comparteix molts passatges amb altres textos pre-Han com el Zhuangzi, el Daodejing i el Lüshi Chunqiu. Barrett (1993: 298) diu que l'opinió està "dividida sobre si es tracta d'una obra antiga amb interpolacions posteriors o una falsificació confeccionada a partir de fonts antigues". D'una banda, el Lie Zi podria contenir un nucli cap el 400 aC. amb escrits autèntics de Lie Yukou; d'altra banda, podria ser una compilació forjada per Zhang Zhan en el 400 dC.
El Lie Zi és similar al Zhuangzi. Comparteixen molts personatges i històries; Graham (1990: 12) enumera setze episodis complets més seccions d'altres. Zhuangzi també esmenta el Lie Zi en quatre capítols i Lie Yukou en tres. Per exemple, aquest famós passatge:
 "[Lie Zi] podia dominar el vent i anar volant amb una habilitat fresca i ventosa, però després de quinze dies tornà a terra. Quant a la cerca de la bona fortuna, ell no es va preocupar. Es va lliurar de la molèstia de caminar, però encara havia de dependre d'alguna cosa per moure's. Si ell només hagués muntat en la veritat del Cel i la Terra, muntat en els canvis de les sis respiracions, i així passejat per l'il·limitat, llavors, de qui hauria hagut de dependre? Per tant, jo dic que l'Home Perfecte no té jo; l'Home Sant no té mèrit; el Savi no té fama."
Els últims dos capítols tenen continguts heterogenis que difereixen del taoisme contingut en altres parts del llibre. El capítol 7 registra la filosofia hedonista de "Yang Zhu" (Yangzi), famós per la crítica de Menci que ell "creia en 'cada home per si mateix'. Si hagués pogut ajudar al món sencer arrancant-se un sol cabell, no ho hauria fet". Zhang Zhan especula que aquest capítol, se centra en la indulgència sobre els plaers físics i temporals; va des dels primers anys de Lie Yuko com a hedonista fins abans de convertir-se en taoista. El conegut erudit de la filosofia xinesa, Wing-Tsit Chan (1963: 309) anomena al capítol "Yang Zhu" ("Taoisme negatiu") en contrast amb el taoisme de Laozi, Zhuangzi i Huainanzi que van ser "totalment positius i en què cadascun representa alguna cosa nova." El Capítol 8, "Explicant Conjuncions", es pren principalment d'altres fonts primerenques, no només dels textos taoistes sinó confucians i mohistes, dues filosofies que s'oposaven al taoisme filosòfic que aquest llibre exposa.
Angus C. Graham, professor emèrit de l'Escola d'Estudis Orientals i Africans, va il·luminar la procedència textual. Graham (1961), Després de traduir el Lie Zi (1960) –que Barrett (1993: 307) descriu indubtablement com "la millor traducció a un idioma occidental fins avui"–, va analitzar lingüísticament l'evidència interna i els paral·lelismes textuals. Va descobrir molts casos en els quals el Lie Zi és clarament secundari a altres textos, però cap on s'observi la font principal d'un passatge. El Prefaci a la traducció revisada del Lie Zi explica el seu canvi significatiu d'actitud:
"Encara que en 1960 la majoria dels erudits a la Xina ja reconeixien la data tardana del Lie Zi, la majoria dels occidentals encara no estaven disposats a qüestionar la seva antiguitat. Els meus propis estudis textuals, encara no completats quan aquesta traducció va aparèixer per primera vegada, van donar suport a la datació xinesa, que ara preval també a Occident. ... El resultat de la recerca textual va ser una sorpresa per a mi. El present llibre descriu el capítol hedonista 'Yang [Zhu]' com a 'tan diferent de la resta de [Lie Zi] que ha de ser d'una altra mà ... El pensament és certament molt diferent, i mostra signes d'edició i interpolació per part de l'autor taoista ... Però encara que un escrutini proper generalment revela marcades diferències d'estil entre el cos del llibre i determinats passatges agafats de fonts anteriors, no en vaig poder trobar cap per distingir el capítol hedonista de la resta.
A causa de malentesos textuals ocasionals del Lie Zi en el comentari de Zhang Zhan, Graham conclou que la "mà guia" probablement va pertànyer al pare o avi de Zhang, la qual cosa significaria que es va compondre sobre l'any 300 dC.
Els suggeriments d'influències budistes en els capítols 3 i 6 del Lie Zi són proves que corroboren potencialment una data tardana de composició. "El rei Mu de Zhou" discuteix les percepcions sensorials com a il·lusions; "Esforç i destí" adopta una visió fatalista (si no kàrmica) del destí, que va en contra del concepte taoista tradicional del Wu wei.